# Eden (2014)
Eden é um filme de 2014 dirigido por Mia Hansen-Løve sobre um jovem estudante de literatura (Félix de Givry) que presencia a ascensão da música eletrônica/dance na França nos anos 1990. Estreou na seção de Apresentações Especiais do Festival Internacional de Cinema de Toronto de 2014.

## Elenco
- Félix de Givry - Paul
- Pauline Étienne - Louise
- Vincent Macaigne - Arnaud
- Hugo Conzelmann - Stan
- Zita Hanrot - Anaïs
- Roman Kolinka - Cyril
- Ugo Bienvenu - Quentin
- Paul Spera - Guillaume
- Greta Gerwig - Julia
- Laurent Cazanave - Nico
- Vincent Lacoste - Thomas
- Arnaud Azoulay - Guy-Man
- Sigrid Bouaziz - Anne-Claire
- Golshifteh Farahani - Yasmin
- Laura Smet - Margot
- Brady Corbet - Larry
- Claire Tran - Midori

## Recepção
No agregador de críticas Rotten Tomatoes, que categoriza as opiniões apenas como positivas ou negativas, o filme tem um índice de aprovação de 83% calculado com base em 107 comentários dos críticos que é seguido do consenso: "Eden usa a cultura do clube da década de 1990 como o pano de fundo apropriadamente inebriante para uma visão sensível e discreta do envelhecimento e do preço de perseguir os sonhos." Já no agregador Metacritic, com base em 2p opiniões de críticos que escrevem em maioria para a imprensa tradicional, o filme tem uma média aritmética ponderada de 81 entre 100, com a indicação de "aclamação universal".
Entrou na lista "Os 100 melhores filmes do século 21" do The Guardian, em 90º lugar.